# Cissus tiliaeformis
Cissus tiliaeformis är en vinväxtart som beskrevs av Descoings. Cissus tiliaeformis ingår i släktet Cissus och familjen vinväxter. Inga underarter finns listade i Catalogue of Life.